# Pierre Schoendoerffer
Pierre Schoendoerffer (francès: Pierre Schœndœrffer)  (Chamalèira, 5 de maig de 1928 - Clamart, 14 de març de 2012) va ser un director i guionista cinematogràfic, escriptor, corresponsal de guerra, veterà de la guerra d'Indoxina, i acadèmic de nacionalitat francesa. Va ser president de l'Acadèmia de Belles Arts (França) entre 2001 i 2007.
Va rebre un Oscar al millor documental per La Section Anderson, film que seguia durant sis setmanes a un escamot de soldats estatunidencs a la guerra de Vietnam.

## Biografia

### Família
Va néixer a Chamalières, França, en el si d'una família protestant d'Alsàcia. El seu avi matern va ser voluntari de l'Exèrcit Francès en 1914, als 66 anys d'edat, amb l'ús de Capità, resultant mort en la Batalla del Camí de les Dames. El seu pare era director de l'hospital d’ Annecy, va morir poc després del final de la batalla de França (1940), en la qual va resultar ferit.
Schoendoerffer va conèixer a la seva esposa, Patricia Chauvel, al Marroc (llavors un protectorat hispanofrancès). Ella era periodista de France Soir, filla de Jean Chauvel i germana de Jean-François Chauvel. Van tenir tres fills, l'actor i guionista Frédéric Schoendoerffer, el director i productor Ludovic Schoendoerffer, i l'actriu Amélie Schoendoerffer.

### Primers anys (1942–47)
Durant la Segona Guerra Mundial Schoendoerffer va perdre al seu pare, i no tenia Bons resultats amb els seus estudis a Annecy. En l'hivern de 1942–43 va llegir la novel·la d'aventures de Joseph Kessel Fortune Carrée (1932), la qual va canviar les seves ambicions, decidint fer-se marí i recórrer el món
En 1946 va passar l'estiu com a pescador a bord d'un petit arrossegador a la badia de Bourgneuf-en-Retz, prop de Pornic. De la seva experiència extrauria més endavant Than, the Fisherman, rodada a Vietnam, i Pêcheur d'Islande.
Al següent any va tornar a la mateixa zona, i va embarcar en un vaixell de càrrega suec en Boulogne.

### De mariner a càmera bèl·lic (1947–54)
En 1947, a bord d'un vaixell de càrrega de cabotatge, va viatjar dos anys pel Mar Bàltica i el Mar del Nord. Aquesta experiència es reflectiria a Sept Jours en mer, Le Crabe-tambour, i fins i tot aLà-haut, un roi au-dessus des nuages.
Des de 1949 a 1950 va deixar la mar per a complir el servei militar al Batalló de Caçadors Alpins núm. 13, amb base en Chambéry i Modane. La Infanteria Alpina seria el Cos del personatge del títol en L'Honneur d'un Capitaine.
El jove Schoendoerffer reconeixia que no havia nascut per a ser mariner, però tampoc desitjava ser soldat, pensant que perdia el temps. El que volia era rodar pel·lícules. Al no aconseguir entrar en la indústria televisiva i cinematogràfica, va decidir dedicar-se a la fotografia. Un dia va llegir en Le Figaro un article sobre el càmera Georges Kowal, mort en acció en la guerra de la Indoxina, i va decidir provar sort al Service Cinématographique des Armées (actual ECPAD).
A la fi de 1951 es va presentar voluntari per a treballar com a reporter de Guerra de l'Exèrcit Francès, sent enviat a o Saigon, a la Indoxina francesa. Allí, el cap Schoendoerffer va travar amistat amb el sergent del Service Presse Information Jean Péraud, que el va prendre com el seu protegit.
La primera producció de Schoendoerffer per al SCA va ser un curt documental de 9 minuts,   Épreuves de Tournage de la Guerre d'Indochine (1952).
En 1954, el seu amic i superior Péraud li va demanar mitjançant un telegrama que es reunís amb ell en la batalla de Dien Bé Phu, per la qual cosa es va llançar amb el 5è Batalló Paracaigudista Vietnamita. Com a resultat d'això, el Cap Schoendoerffer "va celebrar" el seu 26 aniversari enmig d'un lloc de 57 dies de durada. Ell va filmar tota la batalla per al SCA, però després del cessament el foc i la derrota francesa, igual que altres soldats que van destruir el seu equip perquè no fos capturat pel Viet Minh, Schoendoerffer va destruir les seves cintes i la seva càmera.

### De presoner a corresponsal de guerra (1954–56)
Després de la batalla, el 7 de maig de 1954 va ser capturat i enviat a un camp de reeducació del Viet Minh. Durant la marxa al camp, i seguint a Jean Péraud, va intentar escapar amb el cap de paracaigudistes Marcel Bigeard, però va ser capturat de nou. Péraud va desaparèixer, i se'l considera desaparegut en acció. Schoendoerffer va ser alliberat pel Viet Minh quatre mesos després, l'1 de setembre de 1954. En el desè aniversari de la batalla, a París, Schoendoerffer va ser convidat amb Bigeard a comentar les cintes que el Viet Minh havia rodat sobre els fets.
Finalitzada la guerra de la Indoxina, Schoendoerffer va deixar l'exèrcit i va treballar com a corresponsal de Guerra en Vietnam del Sud per a publicacions franceses i estatunidenques: Paris Match, France Soir, Time, Life, i Look. En 1955 va tornar a França, hisenda escales en Hong Kong, Taipei, el Japó, Hawaii i San Francisco.
A Hong Kong, i a través de l'agència de notícies Agence France-Presse, va conèixer a Joseph Kessel, l'aventurer, corresponsal, novel·lista i aviador francès de les dues guerres mundials, l'obra de les quals Fortune Carrée ell havia admirat des de nen. Schoendoerffer va narrar els seus tres anys d'aventures a la Indoxina a Kessel, que va quedar impressionat, acordant tots dos estar en contacte una vegada a París.
En Hollywood Schoendoerffer va ser aprenent cinematogràfic durant deu dies, gràcies als seus contactes amb la revista Life magazine però, al no disposar d'una Green Card, finalment es va veure forçat a deixar el país.
De nou a França, va signar el seu primer important contracte amb Pathé News, i dues setmanes després va ser al Marroc, on s'emulava la rebel·lió anticolonial de la Algèria francesa. Va treballar com a corresponsal de guerra, filmant els altercats per al públic francès – Marroc era llavors un protectorat de França. Allí va conèixer a Patricia, una periodista de France Soir, amb la qual es casaria en 1958.
En 1956 va deixar la companyia Pathé, qui el va amenaçar amb impedir-li tornar a fer cinema.

### Escriptor i director (1956–2003)
En aquest moment, la seva promesa, Patricia, li va convèncer per a contactar de nou amb Joseph Kessel.
Kessel realment li estava buscant, perquè tenia un projecte cinematogràfic a l'Afganistan, La Passe du diable, i volia que Schoendoerffer el dirigís. Kessel va escriure el guió, Raoul Coutard va ser encarregat de la fotografia, Jacques Dupont ajudant de direcció de Schoendoerffer, i va produir el film Georges de Beauregard.
En 1959, Pierre Lazareff, fundador del periòdic France Soir (on Patricia Schoendoerffer i Joseph Kessel treballaven), li va demanar dirigir un reportatge sobre la Guerra d'Independència d'Algèria per al seu xou televisiu Cinq colonnes à la uneix (ORTF). Gràcies a Lazareff ell va tornar a Vietnam en 1966, rodant el seu aclamat La Section Anderson per a ORTF.
L'Adieu au roi, obra publicada en 1969, va obtenir el Premi Interallié. El director estatunidenc John Milius va adaptar la novel·la en 1989 amb el film Farewell to the King, protagonitzat per Nick Nolte.
Pierre Schoendoerffer va escriure en 1976 una novel·la, Le Crabe-tambour, que va obtenir el Gran Premi de Novel·la de l'Acadèmia Francesa. Ell la va adaptar al cinema a l'any següent, rodant durant set setmanes, a l'hivern i a l'Atlàntic Nord, a bord del vaixell de guerra Jauréguiberry. Estrenada al novembre de 1977, el film va rebre tres Premis César en 1978.
En 1991 va tornar a Điện Biên Phủ i va recrear la batalla en un docudrama del mateix títol, en el qual el seu fill Frédéric interpretava al seu pare. En el film van participar membres dels exèrcits vietnamita i francès.
En la dècada de 2000 va escriure la novel·la L'Aile du Papillon (2003) i Là-Haut, un roi au-dessus des nuages, adaptació teatral de la novel·la que va escriure el 1981 Là-Haut.
Pierre Schoendoerffer va ser triat el 23 de març de 1988 membre de la Acadèmia de Belles Arts (França), presidint-la a partir de 2001.
Pierre Schoendoerffer va morir el 14 de març de 2012 a l'Hospital Militar Percy, en Clamart, França. Tenia 83 anys d'edat.  El 19 de març, aniversari del seu llançament sobre Ðiện Biên Phủ, es va celebrar el seu funeral en la Catedral d'Els Invàlids, a París, al qual va seguir un homenatge nacional en presència del Primer Ministre François Fillon, el Ministre de Defensa Gérard Longuet, i el Ministre de Cultura i Comunicació Frédéric Mitterrand.

## Premis i nominacions
Premis Oscar
| Any  | Categoria         | Pel·lícula          | Resultat  |
| ---- | ----------------- | ------------------- | --------- |
| 1968 | Millor documental | La Section Anderson | Guanyador |

Honors militars
- Medalla Militar

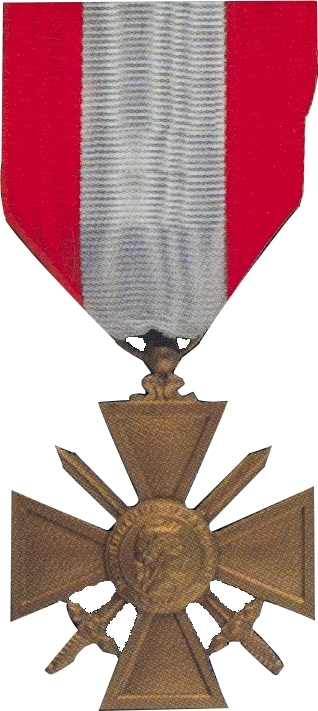
Creu de guerra de teatres d’operacions exteriors

- Creu de guerra de teatres d'operacions exteriors
- Creu de combatent voluntari

Honors acadèmics
- Comendador de la Legió d'Honor
- Oficial de l'Orde Nacional del Mèrit
- Oficial de l'Orde de les Arts i les Lletres
- Cavaller de l'Orde de les Palmes Acadèmiques
- President de la Académie en 2001 i 2007
- Vicepresident (escollit en 2012) en el moment de la seva mort

Premis artístics
- 1965:  Festival de Canes Premi del Festival de Cannes al millor guió: La 317e section
- 1967:  Prix Italia: La Section Anderson
- 1967:  Premi del Mèrit de la BBC: La Section Anderson
- 1969:  Prix Interallié: L'Adieu au roi
- 1978 : César al millor actor, César al millor actor secundari, César a la millor fotografia per Le Crabe-tambour
- 1984 : Premi Vauban pel conjunt de la seva obra artística
- 2008 : Premi Henri-Langlois de la vila de Vincennes pel seu treball com a director

## Filmografia

### Llargmetratges
- 1958: Ramuntcho, basat en la novel·la Ramuntcho, de Pierre Loti
- 1959: Pêcheur d'Islande, basat en la novel·la de Pierre Loti
- 1965: La 317e Section, basat en la seva novel·la de 1953
- 1966: Objectif 500 millions
- 1977: Le Crabe-tambour, basat en la seva novel·la de 1976
- 1982: L'Honneur d'un capitaine
- 1992: Dien Bien Phu
- 2004: Là-haut, un roi au-dessus des nuages, basat en la seva novel·la de 1981

### Documentals
- 1956: La Passe du diable, codirigit amb Jacques Dupont, escrito per Joseph Kessel
- 1967: La Section Anderson
- 1976: La Sentinelle du matin[10]
- 1975: Al-Maghrib al-Aqsa
- 1986: Le Défi
- 1989: Réminiscences

### Curts
- 1958: Than, le Pêcheur

### Curts documentals
- 1952: Épreuves de Tournage de la Guerre d'Indochine
- 1959: L'Algérie des combats
- 1963: Attention Hélicoptère
- 1973: Sept Jours en mer[11]

## Obra literària

### Novel·les
- 1963 : La 317e Section
- 1969 : L'Adieu au roi
- 1976 : Le Crabe-tambour (Gran Premi de Novel·la de l'Acadèmia Francesa)
- 1981 : Là-haut
- 2003 : L'Aile du papillon

### Assaigs
- Dien Bien Phu 1954/1992, De la bataille au film, Éditions Fixot-Lincoln, 1992
- Prefacio de Pierre Schoendoerffer para el álbum La Guerre d'Indochine, de Patrick Buisson, éditions Albin Michel, 2009